# Souls Courageous
Souls Courageous è un cortometraggio muto del 1911. Il nome del regista non viene riportato nei crediti del film che, prodotto dalla Reliance Film Company, aveva come interpreti Marion Leonard, Gertrude Robinson, Henry B. Walthall.  

## Trama
Rimasta orfana, Isabel Bradford è responsabile della sua famiglia: il nonno, il fratello sedicenne Harry, e le due sorelle, la diciottenne Ina e la piccola Marie. Scoppiata la rivoluzione americana, nonno e nipote rispondono alla chiamata alle armi e si arruolano. Ina, dopo avere incontrato un volontario ferito, si prende l'incarico di compiere la sua missione che è quella di avvisare il generale americano dell'imminente attacco inglese. Nel frattempo gli inglesi hanno occupato la zona e alcuni soldati ubriachi entrano in casa dei Bradford dove aggrediscono Isabel che viene salvata dall'intervento del capitano britannico Burton. Il cuore di Isabel palpita d'emozione mentre ringrazia il focoso ufficiale e lui a sua volta è colpito dal fascino della giovane. Un altro distaccamento attacca la casa e Isobel barrica le porte, sparando contro gli assalitori. La porta però viene abbattuta. Arriva il capitano Burton che tiene a bada i suoi rimproverandoli per quell'attacco a una donna. All'arrivo degli americani, gli inglesi vengono sconfitti. Burton, tagliato fuori dai suoi, offre la sua spada a Isabel in segno di resa, ma lei la rifiuta. Lui le chiede di sposarlo ma lei non accetta la sua proposta perché lui è un nemico. Lui allora spezza la spada, dichiarando che non combatterà né contro gli americani né per inglesi e, come civile, adesso ottiene la mano di Isobel.

## Produzione
Il film venne prodotto dalla Reliance Film Company

## Distribuzione
Distribuito dalla Motion Picture Distributors and Sales Company, il film - un cortometraggio di una bobina - uscì nelle sale cinematografiche degli Stati Uniti il 18 febbraio 1911.